# Samantha Harvey
Samantha Harvey (Kent, 1975) es una novelista británica. Ganó varios premios literarios, incluido el premio Booker 2024 por su novela Orbital.

## Biografía
Harvey vivió en Ditton, Kent, cerca de Maidstone, hasta la separación de sus padres. Tras el traslado de su madre a Irlanda, Harvey vivió en York, Sheffield y Japón. Estudió filosofía en la Universidad de York y la Universidad de Sheffield. En 2005  completó su formación con un máster en escritura creativa de la Universidad Bath Spa y un doctorado.

## Carrera

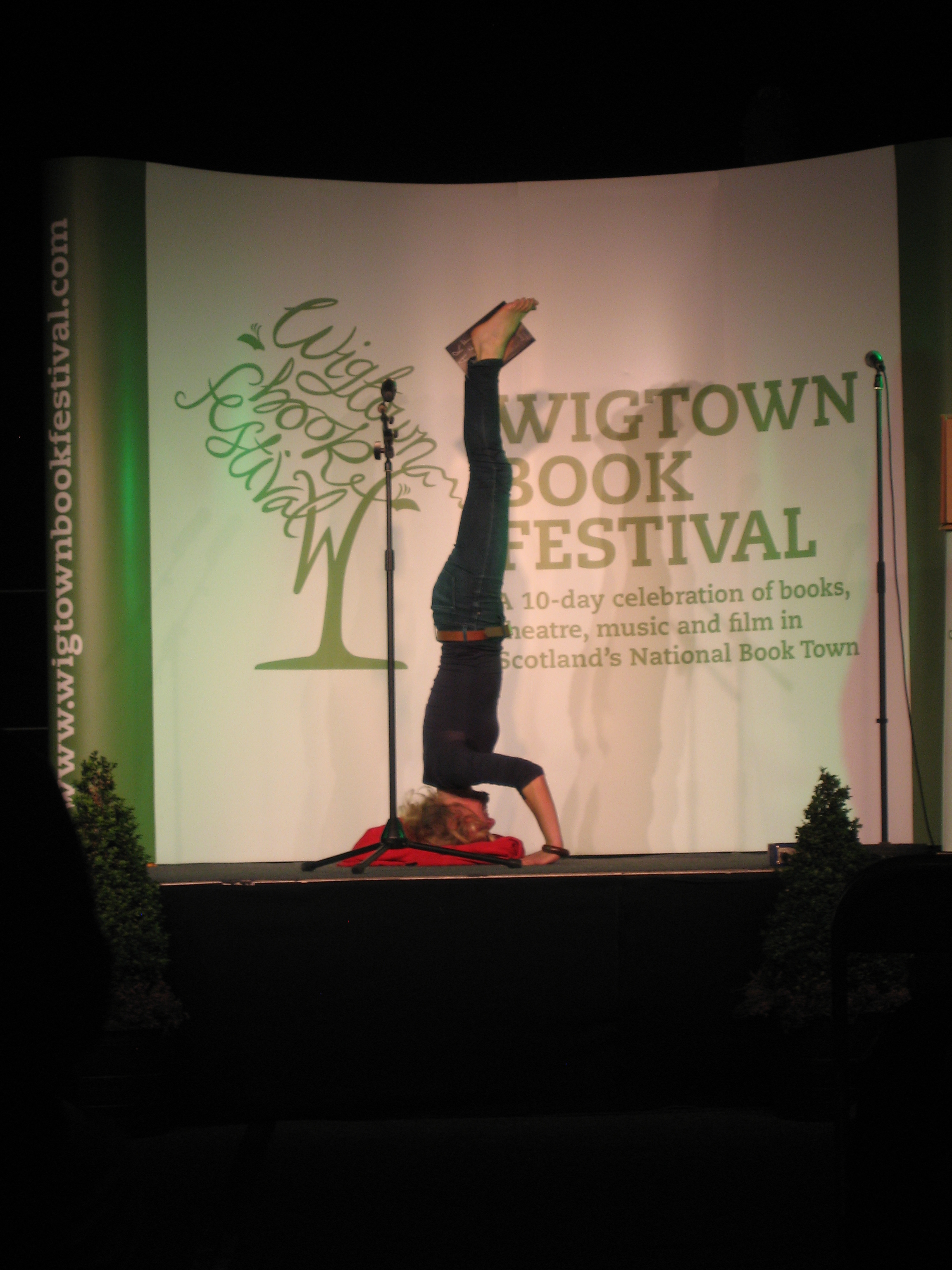
Haciendo el pino en el escenario en el Festival del Libro de Wigtown

Su primera novela,The Wilderness (2009), está escrita desde el punto de vista de un hombre que desarrolla la enfermedad de Alzheimer,y describe a través de una prosa cada vez más fracturada el efecto desenmarañado de la enfermedad. La segunda, Todo es canción (2012), trata sobre el deber moral y filial, y la elección entre cuestionar y conformarse.  
Querido ladrón, su tercera novela, es una larga carta de una mujer a su amiga ausente en la que detalla las consecuencias emocionales de un triángulo amoroso. Se dice que la novela está basada en la canción de Leonard Cohen Famous Blue Raincoat. Fue publicada en 2014 por Jonathan Cape.The Western Wind, su cuarta novela sobre un sacerdote del siglo XV en Somerset, se publicó en marzo de 2018. 
Un malestar indefinido (The Shapeless Inease), su única obra de no ficción, parte de su experiencia de insomnio severo. Su novela posterior, Orbital (2023), se desarrolla en una estación espacial durante un día de órbitas terrestres bajas, y fue descrita por Mark Haddon como «una de las novelas más hermosas que he leído en mucho tiempo». 
Sus cuentos aparecieron en Granta y en BBC Radio 4. Escribe reseñas para The Guardian y The New York Times, y colaboró con ensayos y artículos para The New Yorker, The Telegraph, The Guardian y TIME, entre otras publicaciones.

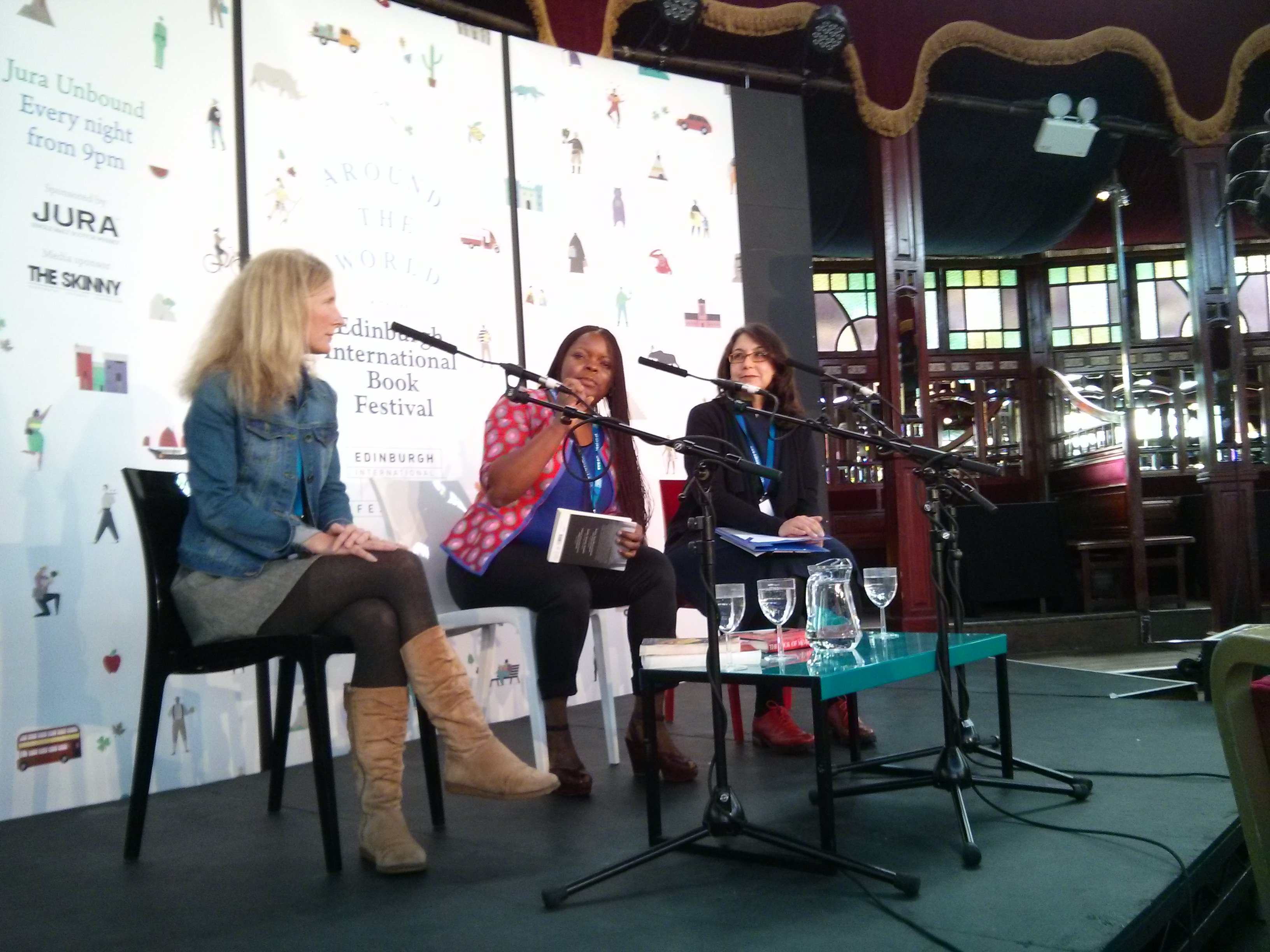
Con Petina Gappah y Lee Randall en el Festival Internacional del Libro de Edimburgo

Sus novelas fueron seleccionadas para numerosos premios, incluido el Booker, el Baileys de Ficción Femenina, el Premio James Tait Black Memorial, el Premio Walter Scott y el Premio de Ficción Femenina. En 2010, fue nombrada una de las 12 mejores novelistas británicas noveles por The Culture Show. En 2019, The Western Wind ganó el premio Staunch Book Prize. 
Es lectora del máster en escritura creativa en la Universidad de Bath Spa y miembro de la academia del Premio Rathbones Folio y obtuvo becas de escritura en MacDowell en los Estados Unidos, Hawthornden en Escocia, y la Fundación Santa Maddalena en Italia. Imparte clases regularmente para la Fundación Arvon y dirige anualmente cursos de escritura en España con la autora Emma Hooper.

## Reconocimientos
Los escritos de Harvey han sido comparados con los de Virginia Woolf  y ha sido elogiada por su prosa lírica y sus perspicaces exploraciones de la psique humana.

### Nominaciones y premios
Orbital ganó el Premio Booker el 12 de noviembre de 2024. También fue preseleccionada para el Premio Ursula K. Le Guin de 2024.

## Publicaciones

### Novelas
- Harvey, Samantha (2009). The Wilderness. Jonathan Cape. ISBN 9780224086073.
- Harvey, Samantha (2012). All Is Song. Jonathan Cape. ISBN 9780224096324.
- Harvey, Samantha (2014). Dear Thief. Jonathan Cape. ISBN 9780224101721.
- Harvey, Samantha (2018). The Western Wind. Jonathan Cape. ISBN 9781787330597.
- Harvey, Samantha (2023). Orbital. Jonathan Cape. ISBN 9781787334342.[15][16][17][18][19]

### No ficción
- Harvey, Samantha (2020). The Shapeless Unease: A Year of Not Sleeping. Jonathan Cape. ISBN 9781787332027.[20] En español: Un malestar indefinido. Anagrama. ISBN 978-84-339-6493-9